# Залізний король
«Залізний король» (фр. Le Roi de fer) — історичний роман французького письменника Моріса Дрюона, перший в серії «Прокляті королі».  Французькою був виданий у 1955 році та 1973 роках.
Події роману розгортаються у Франції та Англії в 1314 році. Великий магістр Ордена тамплієрів Жак де Моле під час страти виголошує прокляття до трьох людей — папи Климента V, короля Філіпа IV Вродливого та міністра Гійома Ногаре. Протягом року у Франції відбуваються події, які призводять до смерті усіх трьох та стають причиною подальших трагічних подій.

## Сюжет

### Частина перша. Прокляття
Розділ І. Королева, що не пізнала кохання
Королеву Ізабеллу відвідує кузен Робер Артуа. Вони підозрюють у зраді невісток Ізабелли: Жанну, Бланку та Маргариту. Щоб з’ясувати хто їх коханці, Ізабелла планує відправити їм по золотому гаманці, сподіваючись, що хтось подарує його своєму коханцеві. Робер закоханий в Ізабеллу, проте вона не може відповісти на його почуття, щоб не стати зрадницею. Незважаючи на те, що теж має почуття до кузена.
Розділ ІІ. В’язні Тампля
Колишній магістр ордену тамплієрів Жак де Моле протягом семи років знаходиться у в’язниці. Він пригадує тортури, які пережив протягом цього часу і соромиться, що не зміг їх достойно витримати та зізнався у всьому, чого від нього вимагали. Жака разом з іншими в’язнями виводять з темниці та везуть містом. Полонені підозрюють, що їх везуть на страту.
Розділ ІІІ. Невістки короля
Король Філіп IV гуляючи вулицями міста бачить, як Жака де Моле везуть до собору, а після цього натикається на своїх невісток Жанну та Бланку, які шепочуться з Філіпом д’Оне. Бланка вигадує брехню, начебто вони жалілися на те, що їх чоловіки постійно відсутні через справи королівства, а д’Оне їх провідник. Насправді ж Філіп коханець Маргарити, а його брат у стосунках з Бланкою. Жанна хоч і не зраджує чоловіка, але допомагає своїм сестрам влаштовувати таємні побачення. За дівчатами весь цей час слідкує Робер Артуа.
Розділ IV. Коли Собор Паризької Богоматері був білим
Жака де Моле та трьох інших тамплієрів привозять до собору, де їм мають висунути обвинувачення. Коли зачитують їх злочини (зречення Христа, розпуста, знущання над Святим Письмом) Жак заперечує, що в їх ордені мали місце подібні речі. Його підтримує ще один засуджений Жоффруа де Шарне. В’язні стверджують, що всі зізнання були сказані під час тортур і не є правдивими. В соборі починаються заворушення і засуджених негайно виводять звідти.
Розділ V. Маргарита Бургундська, королева Нормандії
Філіп д’Оне зустрічається з Маргаритою в її покоях під приводом передачі подарунка від Бланки. Насправді він хоче поговорити про їх стосунки, оскільки вже давно сумнівається у почуттях Маргарити і підозрює, що вона має ще одного коханця. Маргарита дає доручення Мадам де Комменж, придворній дамі, щоб поговорити з Філіпом. Вона підозрює свою служницю у шпигунстві, тож мусить бути обережною. Насправді, вона має рацію, адже мадам де Комменж працює на Артуа. Король скликає термінову нараду з приводу заворушень в соборі під час суду. Робер, шукаючи Людовика, чоловіка Маргарити приходить до її покоїв і бачить як звідти виходить Філіп. 
Розділ VI. Як відбувалась королівська нарада
На нараді король Філіп IV, брат короля Карл Валуа, син Людовик, хранитель печатки Ногаре та коад’ютор Маріньї обговорюють непослух тамплієрів в суді. Врешті-решт король, незважаючи на те, що раніше було винесено рішення про довічне ув’язнення, віддає наказ про страту, попри заперечення Валуа.
Розділ VII. Башта кохання
Король з синами вирушають дивитися на страту тамплієрів. Невістки короля Маргарита та Бланка, скориставшись цим, влаштовують подвійне побачення в башті з братами д’Оне. Невістки дарують своїм коханцям золоті гаманці, подаровані Ізабеллою. 
Розділ VIII. “Покличу вас на Суд Божий”
На Єврейському острові відбувається страта на вогнищі чотирьох тамплієрів. Жак де Моле перед смертю викрикує, що вони невинні і проклинає короля, Папу та коад’ютора, а також їх нащадків. Карл повідомляє Людовику, що на Нельській вежі горить світло, проте вони вирішують, що це вартові вирішили подивитися на страту.
Розділ IX. Нічні грабіжники
Брати д’Оне повертаються від своїх коханок та не застають на березі перевізника, який привіз їх сюди і мав відвести назад. Ідучи вздовж башти вони стикаються з грабіжниками. Від нападу хлопців рятує Робер. Він бачить золоті гаманці, які намагались забрати злодії і жартома питає, чи бува не були ці подарунки отримані від високородних дам, яких вони відвідували вночі. Брати брешуть, що це спадок. Робер розплачується з грабіжниками, яких він сам замовив для нападу та перевізником, який лишив хлопців самих біля башти.

### Частина друга. Принцеси-перелюбниці
Розділ I. Банк Толомеї
Банкір Спінело Толомеї приймає в себе архієпископа  Жана Маріньї. Вони укладають угоду, згідно якої Толомеї займеться продажею скарбів тамплієрів, які Маріньї викраде з державної скарбниці. Після цього Толомеї відвідує Артуа. Він розповідає банкіру про зраду невісток короля та просить відправити посланця до королеви Ізабелли, який зможе непомітно передати лист для неї. Толомеї вирішує послати свого племінника Гуччо.
Розділ ІІ. Подорож до Лондона
Гуччо сідає на корабель до Англії. Зранку юнак прибуває в Дувр, де просить допомоги в місцевого ломбардця. Там він знайомиться із французом Бокаччо, який також прямує до Лондона. В дорозі Гуччо та Бокаччо стають справжніми друзями і розлучаючись у Лондоні вирішують обов’язково зустрітись у Франції.
Розділ ІІІ. У Вестмінстері
Гуччо відвідує королеву Ізабеллу під виглядом італійського торговця. Він передає королеві лист від Артуа та показує перстень, щоб підтвердити особу адресата. Королева читає лист та передає відповідь для Артуа: вона прибуде до Франції якомога скоріше, щоб завершити розпочату з кузеном справу.
Розділ IV. Позиковий лист
Повернувшись до Франції Гуччо, за дорученням свого дядька, їде до відділення банку в Нофль-ле-Вьє. Він повинен відвідати сім’ю Крессе і стягнути з їх борг. Проте, юнака випередив Портфрюї, який приїхав забрати майно сім’ї за несплату податку королю. Незважаючи на те, що Гуччо збирався поводитись грубо, він рятує сім’ю від Портфрюї, оскільки вподобав доньку сімейства Марі.
Розділ V. На Нофльській дорозі
На ранок Гуччо вирушає в Нофль, щоб дати розпорядження відкласти борг сімейству Крессе. Перед цим він відмовляє пані Крессе в близькості, оскільки прагне завоювати серце її доньки. Відвідавши Нофль, Гуччо зустрічає Марі. Він підвозить її додому, зізнаючись по дорозі в коханні.
Розділ VI. На Клермонській дорозі
Королева Ізабелла прибуває до Франції. В Клермоні її зустрічає брат Філіп разом зі своєю свитою, до якої входять Аруа та брати д’Оне. В дорозі Робер розповідає королеві все про зраду невісток і показує їй коханців сестер.
Розділ VII. По батьку і донька
Ізабелла зустрічається з батьком і розповідає йому наскільки вона нещасна бути з чоловіком, який не звертає на неї уваги і цікавиться лише чоловіками. Король нагадує доньці про її обов’язок перед короною. Ізабелла розповідає про зраду невісток короля. Філіп зустрічається з невістками та братами д’Оне і впевнившись у правдивості свідчень доньки кидає братів до темниці, а невісток лишає в замкненій кімнаті під охороною.
Розділ VIII. Маго, графиня Бургундська
Робер Артуа прибуває до своєї тітки Маго. Він ненавидить її оскільки та отримала замок його батька, котрий мав перейти в спадок до Робера. Зустрівшись з тіткою, Робер, граючи роль згорьованого, повідомляє новини про її доньок Бланку та Жанну. Маго вирішує негайно їхати до короля
Розділ IX. Королівська кров
Брати д’Оне зізнаються в усьому під час катувань Ногаре. Король збирає нараду, щоб обговорити вирок для невісток. Людовик вимагає смертної кари для всіх. Він засмучений, оскільки підозрює. що його донька Жанна може бути народжена від коханця. Філіп, розуміючи, що зі смертю дружини втратить значну частину своїх володінь, вимагає відправити її в монастир. Тим більше, доказів, що Жанна також мала коханця немає, її провина лише в покриванні сестер. Карл спустошений зрадою дружини і не може прийняти жодного рішення. Брати короля Карл і Людовик д’Евре виступають проти страти. Король призначає дату суду.
Розділ X. Суд
Маго прибуває в замок до короля, сподіваючись врятувати своїх доньок, але потрапляє на кінець суду. Трьох невіскам збрили волосся та одягли в одяг монахинь. Маргариту та Бланку засуджують до довічного ув’язнення в фортеці Шато-Гаяр, Жанну до ув’язнення в замку Дурдан допоки король не вирішить звільнити її. Брати д’Оне будуть обдерті живцем, четвертовані та обезголовлені. Маргарита звинувачує Ізабеллу в тому, що сталось і говорить їй, що вона ні про, що не шкодує, адже пізнала справжнє щастя та насолоду, чого ніколи не буде в Ізабелли.
Розділ XI. На площі Мартре
На площі відбувається кара братів д’Оне. Подивитись на страту привозять невісток. Бланка непритомніє, Жанна кричить про свою невинність, Маргарита єдина зберігає незворушність. Після завершення страти Беатриса просить у ката язик одного з братів.
Розділ XII. Нічний посланець
Після скандалу король вирішує подальшу долю своїх синів. Оскільки у жодного з них немає сина, а походження доньки Людовіка під сумнівом, він шукає шляхи для нового одруження синів. Церква не вважає перелюб достатньої причиною для розірвання шлюбу, тож король вирішує домовлятись з Папою. До короля прибуває посланець з трагічними новинами: Папа Климент помер шість днів тому. Король пригадує прокляття Жака де Моле.

### Частина третя. Караюча длань
Розділ I. Вулиця Бурдонне
Беатриса навідує колишнього тамплієра Еврара. Багато років тому його катували, але він зміг втекти з в’язниці і досі переховується на вулиці Бурдонне, де  працює в магазинчику Анжельбера. Еврар натякає, що його друзі підсипали Папі подрібнені алмази, які врешті-решт спровокували смерть. Беатриса пропонує помсту для людини, що колись катувала та скалічила Еврара. Для цього вона віддає йому мішечок, в якому змішані попіл спаленого язика д’Оне та отрута, що стає смертельною при спаленні. Еврар робить свічку з принесеним порошком, яку має відправити Ногаре.
Розділ ІІ. Судилище тіней
Король скликає нараду, щоб обговорити обрання нового Папи. Під час засідання Ногаре стає зле, його тіло зводять судоми. Лікарі не можуть з’ясувати причини стрімкого погіршення самопочуття хранителя, але впевнені, що вижити він не зможе. Ногаре бачить привидів вбитих та скалічених їм людей, він марить.  На світанку Ногаре помирає.
Розділ ІІІ. Архіви одного царювання
Марильї забирає записи Ногаре після його смерті. Разом з королем вони переглядають всі архіви, вирішуючи, що з цього варто знищити, а що зберегти. Король пригадує своє царювання і розмірковує чи правильні рішення приймав у скрутних ситуаціях.
Розділ IV. Літо 1314 року
У Франції зростає невдоволення. Особливо гостро стоїть питання щодо Фландрії. Мариньї шукає способи отримати кошти для армії, щоб організувати напад. Він планує захопити цех ломбардців, звинувативши їх у якомусь злочині на кшталт допомоги фландрійцям, конфіскувавши при цьому всі їх багатства. 
Розділ V. Влада і гроші
Толомеї стривожений новинами про підготовку нападу на його ломбарди. Він скликає нараду і ділиться думками зі своїми колегами. Толомеї планує запропонувати позику Енгеррану під невеликі відсотки, а якщо його пропозицію відхилять, розповісти про злочини його брата Жана де Мариньї. Гуччо з розпискою Жана відправляють в Крессе. Толомеї зустрічається з Енгерраном та пропонує йому позику, проте згоди не отримує.
Розділ VI. Толомеї виграє партію
Толомеї запрошує до себе Жана і просить втримати свого брата від пограбування ломбардців. Жан обшукує кабінет, з наміром знайти розписку. Толомеї попереджає, що розписка зараз в його людини і при потребі її передадуть королю. Жан розповідає брату про шантаж, Ангерран міняє свої плани по захопленню ломбардців.
Розділ VII. Таємниці Гуччо
Гуччо відвідує сім’ю Крессе. Лишившись наодинці з закоханою в нього Марі, він просить в неї допомоги: заховати документи. Марі показує йому сховок в стіні. Через чотири дні Толомеї надсилає племіннику лист з проханням повернутись, адже небезпеки більше немає. Гуччо лишає документи в сховку, щоб мати привід повернутись до Марі.
Розділ VIII. Зустріч в лісі Пон-Сент-Максанс
Король їде на полювання до лісу Пон-Сент-Максанс. Під час погоні за оленем Філіп відділяється від решти мисливців і зустрічається з місцевим лісником. Чоловік дякує королю, за звільнення з кріпацтва і розчулений король дарує йому власний ріг. Наздогнавши оленя, Філіп бачить між його рогами щось схоже на хрест після чого непритомніє. Отямившись в замку, король просить відвезти його до Фонтенбло, місця його народження.
Розділ IX. Тінь простяглась над королівством
Філіпа привозять до Фонтенбло. Його самопочуття не покращується, тож Франція готується до смерті свого короля. Інквізитор Рено в оточенні найближчих до короля людей просить його дати останні розпорядження стосовно заповіту. Король вносить деякі зміни до заповіту і призначає виконавцями своєї останньої волі своїх братів. На світанку Філіп помирає.

## Ключові персонажі
Король Франції:
- Філіп IV, на прізвисько Вродливий, 46 років, внук Людовика Святого.

Його брати:
- Карл, граф Валуа, носить титул імператора Константинопольского, граф Романський, 44 роки.
- Людовик, д’Евре, граф, близько 40 років.

Сини Філіпа:
- Людовик, король Наваррський, 25 років.
- Філіп, граф Пуатье, 21 рік.
- Карл, 20 років.

Його дочка:
- Ізабелла, королева Англії, 22 роки, дружина короля Едуарда II.

Його невістки:
- Маргарита Бургундська, 21 рік, дружина Людовика Наваррського, дочка герцога Бургундського, внучка Людовика Святого.
- Жанна Бургундська, близько 21 року, дочка графа Бургундського, дружина Філіпа.
- Бланка Бургундська, її сестра, близько 18 років, дружина Карла.

Міністри та інші державні особи королівства:
- Енгерран Ле Портье де Маріньї, 52 роки, коад’ютор, правитель королівства.
- Гійом де Ногаре, 54 роки, хранитель печатки та канцлер.
- Юг де Бувілль, перший королівський камергер.

Гілка Артуа, починається від одного з братів Людовика Святого:
- Робер III Артуа, сеньйор Конша, граф Бомон-ле-Роже, 27 років.
- Маго, його тітка, близько 40 років, графиня Артуа, вдова графа Бургундського, пер Франції, мати Жанни і Бланки Бургундських, троюрідна сестра Маргарити Бургундської.

Тамплієри:
- Жак де Моле, 71 рік, Великий магістр Ордена тамплієрів.
- Жоффруа де Шарне, пріор Нормандії.
- Еврар, колишній лицар-тамплієр.

Ломбардці:
- Спінелло Толомеї, банкір із Сієни, що влаштувався в Парижі.
- Гуччо Бальоні, його племінник, близько 18 років.

Брати д’Оне
- Готьє, син лицаря д’Оне, близько 23 років, конюх графа Пуатьє.
- Філіп, близько 21 року, конюх графа Валуа.

Сімейство де Крессе:
- Мадам Еліабель, вдова сіра де Крессе, близько 40 років.
- Жан, її син, 22 роки.
- П’єр, її син, 20 років.
- Марі, її донька, 16 років.

А також:
- Жан де Маріньї, єпископ Санський, молодший брат Енгеррана де Маріньї.
- Беатриса д’Ірсон, придворна дама графині Маго, близько 20 років.